# Bősárkány

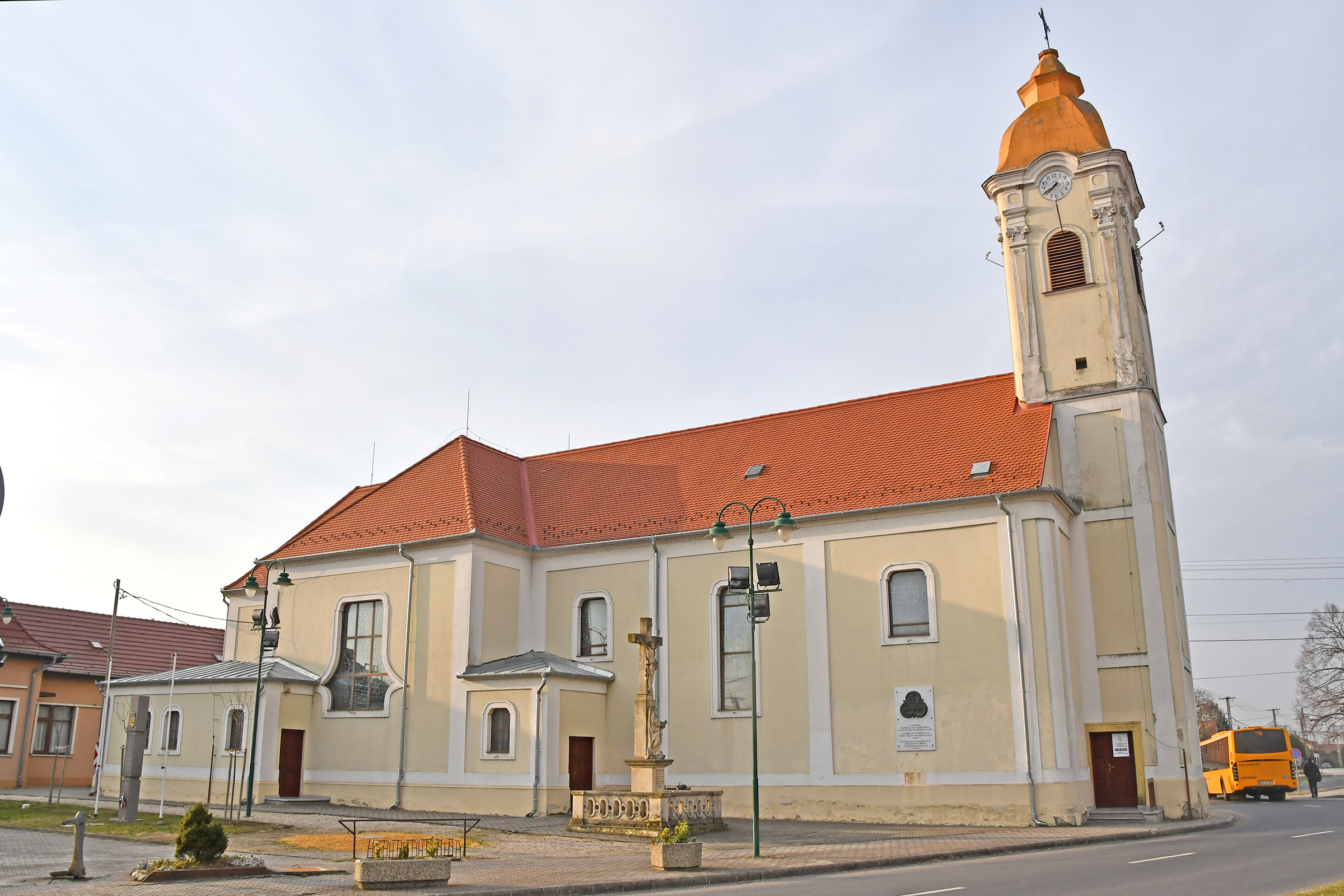
Az 1754-ben épült Szentháromság templom

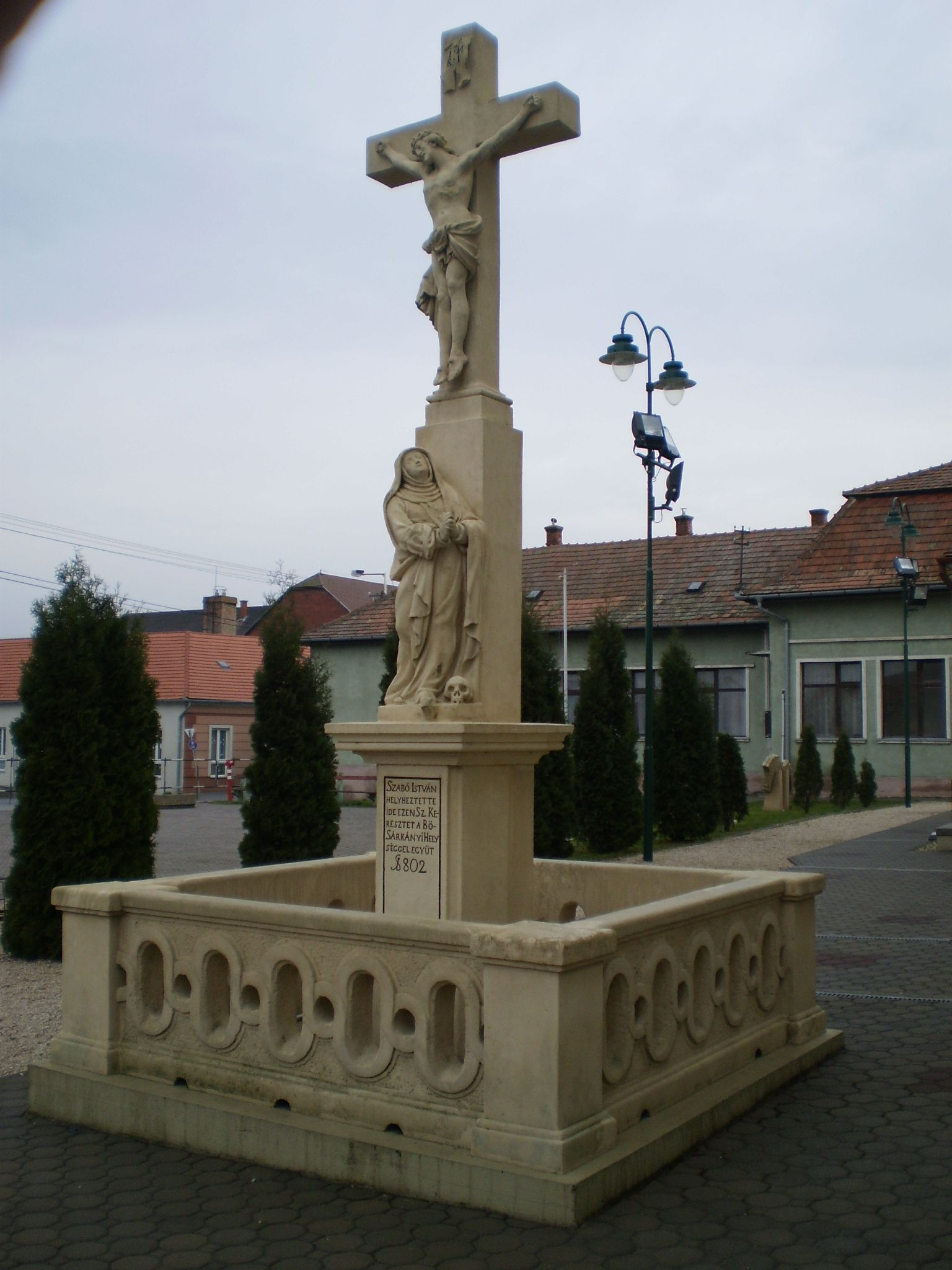
1802-ben készült klasszicista műemlék jellegű kőkereszt, talapzatán Szűz Mária-szoborral

Bősárkány (németül: Ober-Scharken, horvátul: Šrakanja) nagyközség Győr-Moson-Sopron vármegyében, a Csornai járásban.

## Fekvése
Magyarország északnyugati részén, Csornától északra 9, Mosonmagyaróvártól délre 28 kilométerre helyezkedik el. A szomszédos települések: északkelet felől Rábcakapi, kelet felől Markotabödöge, délkelet felől Maglóca, dél felől Csorna, délnyugat felől Acsalag, északkelet felől pedig Jánossomorja (Hanságliget).

### Megközelítése
A településen áthalad, annak főutcájaként a 86-os főút, azon érhető el a legegyszerűbben Csorna és Mosonmagyaróvár felől is. Rábcakapival és azon keresztül Kónnyal a 8509-es, Maglócával és azon keresztül Barbaccsal a 8511-es, Kapuvárral pedig a 8514-es út köti össze.
A hazai vasútvonalak közül a Hegyeshalom–Porpác-vasútvonal érinti, melynek egy megállási pontja van itt; Bősárkány vasútállomás a központtól mintegy másfél kilométerre délnyugatra helyezkedik el a 8514-es út vasúti keresztezése közelében, közúti elérését az előbbi útból északnak kiágazó 85 309-es számú mellékút biztosítja.

## Története
Bősárkány neve 1222-ben tűnik fel először írásban egy, a szomszédos Maglócát eladományozó oklevélben „villa Sarkan” alakban. Csak a XVIII. század elején jelent meg a Bő-, illetve Beő- előtag. A falu neve a „sárkány” köznévből keletkezett személynévből vagy földrajzi névből származhat. Az előbbi mellett az szól, hogy az országban több falu is viseli ezt a nevet. Az utóbbira a Pesty Frigyes által lejegyzett szájhagyomány alapján gondolhatunk: az ún. „Sárkány-dombon” megtelepedő halászok adták nevét.
A szegény halásznépesség földműveléssel nem is foglalkozhatott, ezért a mindenkori király nem is tudta eladományozni Bősárkányt hosszú ideig. Első adományozására ugyanis csak I. Lajos által került sor, 1378-ban. Ő a somogyi karthauzi szerzeteseknek adta, de azok 1390-ben egyéb somogyi birtokra cserélték a távoli Sárkányt és más, Sopron vármegyei birtokaikat. Zsigmond király pedig azonnal a Kanizsay család tagjainak adományozta.
A főúri családok egymás közti viszályaiból jobbágyfalvaik is kivették részüket. A bazini grófok és népeik 1460 körül Bősárkányban hatalmaskodtak. Mátyás halála után viszont a Kanizsai rokonság bősárkányi és barbacsi jobbágyaik élén a kis premontrei birtokot, Maglócát égetik fel.
A belső viszálykodások után megjelenik a környéken is az új külső ellenség, a török. 1529-ben a Bécs ellen vonuló török sereg feldúlja a Rábaköz falvait is. A Hanság menti falvak népe a mocsárvilág szigeteire menekülhetett előlük.
1535-ben az utolsó Kanizsayt, Orsolyát feleségül vette Nádasdy Tamás. Ezzel a hatalmas Kanizsay-birtokok – köztük Bősárkány is – a Nádasdyakra szálltak.
A falu csak lassan tért magához a török pusztításból. Az 1584-es összeírás szerint csak 5 család élt a faluban. Elsősorban halászatból éltek, de már 8 hektár szántó is jutott nekik a gazdátlan telkek felosztásával. 1543-ban, majd 1594-ben, amikor a török elfoglalta Győrt, ismét felprédálta a Rábaközt. A pusztulást mutatja az, hogy 1597-ben Nádasdy kapuvári uralmának falvai közül csak kilenccel tudott úrbéri szerződést kötni. A többiben akkora volt a pusztítás – így Bősárkányban is –, hogy semmiféle úrbéri terhet nem tudtak teljesíteni. A lakosság sem növekedett, hiszen az 1608-as összeírás még mindig 5 családot regisztrált. Olyan tartós nyomorúság szakadt a vidékre, hogy uruk csak 1660 és 1680 között köthetett velük új szerződést.
A reformáció Bősárkányt is elérte. A Nádasdy család ugyanis 1550 körül áttért a lutheránus vallásra jobbágyaival együtt. 1642-ben viszont Nádasdy Ferenc, apósa, Esterházy Miklós hatására rekatolizált és széles körű térítésbe kezdett. A „cuius regio eius religio” elve alapján jobbágyainak is követniük kellett.
Azt, hogy földesuruk az ország egyre hatalmasabb főura, a bősárkányiak ki is használták a szomszéd falvakkal való viszálykodás során. 1645 körül Maglócáról átszöktettek egy jobbágyot, földjeit pedig Bősárkányhoz csatolták. 1647-ben pedig a kapiakkal különböztek össze egy rét birtokjogán. Mindkét esetben a földterületek megszerzése volt a cél, földesuruk pedig támogatta őket ebben. Ezek az események azt mutatják, hogy a falunak nagyobb termőterületekre lett volna már szüksége. Erőszakos földszerzésekről ezután már nem tudunk, így maradt a másik módszer: a mocsaras területekből nehéz munkával kellett új földdarabokat termővé tenni.
Mindezek az események arra utalnak, hogy a falu népessége növekedésnek indult. Az 1660-as összeírás bizonyítja is ezt: már 19 családot jegyeztek fel, akik még mindig elsősorban halászattal foglalkoztak.
1671-ben Nádasdy Ferencet a Wesselényi-féle összeesküvésben való részvételért kivégezték, összes birtokát elkobozták. Így került Bősárkány 10 évre a kincstár kezelésébe. 1681-ben a császárhű Esterházy Pál nádor vásárolta meg többek között a kapuvári uradalmat, ezen belül Bősárkányt is.
A XVII. században a népesség már 202 fő volt, de templom még nem volt a faluban, hanem a pap, aki Barbacsról jött, egy jobbágyházban mondta a misét. Bősárkány ugyanis ekkor még Barbacs fíliája volt.
A Rákóczi-szabadságharc során, 1704-ben ismét elpusztult a falu: a Rábaközben garázdálkodó labanc rácok felégették más településekkel együtt. Ennek ellenére 1714-ben újnak mondott iskola állt Bősárkányban, templom viszont még mindig nem volt. 1733-ban aztán már állt egy kis vályogtemplom a földesúr és a hívek adományaiból.
A lakosság tovább növekedett, de már gazdaságilag differenciálódott: 1728-ban az 55 családból már 34 zsellérsorban él. 50 év múlva még rosszabb lett az arány: 117 családból 89 zsellér. A 18. században már elkezdődött a hanyi láp-szigetek művelésbe vonása: irtásföldekkel igyekeztek a jobbágyok szántóikat növelni. Az úrbéri terheket az 1768-ban megkötött urbárium szabályozta. Eszerint az ajándékokat pénzzel váltották meg, a földbér és kilenced maradt. A robotot a rába-pordányi majorságban kellett ledolgozniuk. Dézsmát fizettek, irtásföldjeik után pedig irtáspénzt. Az irtáseredetű bérföldek területe a múlt század közepén már meghaladta az 1000 holdat. Így a folyamatosan gyarapodó lakosságnak, még a zselléreknek is jutott elegendő föld a minimális szükségleteik biztosítására.
Újabb fordulópontot az 1848–49-es forradalom és szabadságharc hozott Bősárkány életébe. A falu amellett, hogy 7 honvédet is adott a magyar seregbe, a bosszúálló osztrákok dühét is elszenvedte. A csornai csatából menekülő osztrákok itt vonultak keresztül az északabbra fekvő Mosonszentpéterig. Előlük persze a lakosság ismét a Hany szigeteire menekült, de néhány, környéken bujkáló helybelit az ellenség elfogott és magával vitt. A Hanság-főcsatornán felüli táborhelyükön pedig minden kérdés és ítélet nélkül kivégeztek közülük hármat. A lakosság és a szabadcsapatok további ellenséges magatartásán feldühödött Franz von Schlik császári tábornok bosszúból felgyújtatta a falut. Ez a pusztítás ismét több évtizedre visszavetette a település fejlődését.
Az irtás- és bérföldek helyzetét az 1857. évi birtokrendezési egyezség szabályozta. Az uraság az 1043 hold bérföldből 1005 holdat visszatartott magának, 38 holdat (telkenként 2 holdat) pedig átengedett volt jobbágyainak. A közös legelőből viszont 675 holdat kapott a falu. Ezt követően megindult a majorgazdálkodás Bősárkány határában is: létrejött a Csép-major és a Nyirkai-major.
A századfordulón végre pozitív fordulat következett. A szegedi kiállításon járt Perepatits Ferenc kántortanító, és onnan tápéi szatyrokat hozott mintának a bősárkányi gyékényszövőknek. Sikerült is elterjesztenie az új formákat, és ezzel megújítania a bősárkányi gyékényező háziipart. Ez a tevékenység már évszázadok óta kiegészítő tevékenysége volt több, Hanság menti falu lakóinak, de ez a megújulás Bősárkányt híressé tette.
Az első világháború frontjai 72 áldozatot követeltek Bősárkány fiai közül. Az 1919-es Tanácsköztársaság politikailag is megosztotta a falut. A zsellérek közül többen szimpatizáltak az új eszmékkel, saját felemelkedésüket remélve tőlük.
A két világháborút, a gyarapodó lakosságot már nem tudta ellátni a falu határa. A szegény családok férfi tagjai és a nélkülözhető nők messzi majorságba mentek minden nyáron és ősszel dolgozni. Otthon a gyékényes háziiparban már a 6-8 éves gyerekek részt tudtak venni.
1937-ben aztán megalakult a Háziipari Szövetkezet a falubeli értelmiségiek kezdeményezésére, hogy segítsék a szatyorkészítők termékeinek jobb áron való eladását. Addig ugyanis a falu zsidó kereskedői vásárolták fel azokat, de csak ún. „jancsibankóval” fizettek, amit a saját boltjukban vásároltattak le. A község 1940-ben érte el első lakosságcsúcsát: 2400 lélek lakott a faluban.
Az egyházközség el is határozta a következő évben a templom bővítését, amelyhez még az egykori kegyúr, Esterházy Pál is hozzájárult. Egy kereszthajót és új szentélyt építettek hozzá a régi barokk templomhoz. Az építkezéssel 1944-ben végeztek. Addigra már a dúló második világháborúban Bősárkány lakosai közül is sokan vesztették életüket a keleti fronton, illetve hadifogolytáborokban. 1945. március 28-án bevonultak az első orosz egységek a faluba.
Még ez évben megtörtént a földkiosztás, melynek során kb. 300 földigénylő közt 799 kat. holdat osztottak ki. 1950-ben már meg is alakították 40-50 szegényparaszttal az első termelőszövetkezetet, de a létszám egyre fogyott, majd 1956-ban a forradalmi események hatására fel is oszlott.
1957-ben megpróbáltak újra létrehozni termelőszövetkezetet, de csak 10 fővel sikerült. A létszám csak lassan növekedett és 1959-re ért oda, hogy az egész falu a szövetkezetben gazdálkodott. Az 1960-as években fejlődésnek indult a falu. Külsőleg is megváltozott a képe. Új házak épültek, a falu belterülete is tovább növekedett. Megszaporodott a továbbtanuló gyerekek száma, akik szakmát tanulva már nem a mezőgazdaságban akartak dolgozni, hanem bejártak a győri gyárakba a jobb kereset reményében. Sokan el is költöztek a városokba.
Az 1970-es körzetesítési politika következtében a környező falvak központja lett közigazgatásilag is, így dinamikusabban fejlődött tovább. A termelőszövetkezeteket is Bősárkány központtal egyesítették „Hanságmenti MGTSZ” néven. A környező kisiskolákat is a bősárkányi általános iskolába integrálták. 1971-ben a Háziipari Szövetkezeten belül létrehozták a varrodát is, amely újabb munkahelyeket teremtett.
A rendszerváltás után, 1990-ben megalakult az új önkormányzat. A nehéz helyzet ellenére eddig még sikerült jó gazdálkodással eredményesen működtetni az önkormányzatot.
1992-ben megszűnt a közös Tsz, és sokan kiléptek a helyiből is, hogy megpróbálják az önálló gazdálkodást e furcsa, sokszor igazságtalan kárpótlás során „visszaszerzett” földeken.

## Közélete

### Polgármesterei
- 1990–1994: Sipőcz Ernő (Demokrata Baráti Kör)[4]
- 1994–1998: Szalay Imre (KDNP-FKgP)[5]
- 1998–2002: Szalay Imre (Fidesz-FKgP-MDNP-MKDSZ)[6]
- 2002–2006: Szalay Imre (Fidesz–MKDSZ)[7]
- 2006–2010: Szalay Imre (Fidesz–KDNP)[8]
- 2010–2014: Szalay Imre (Fidesz–KDNP)[9]
- 2014–2019: Szalay Imre (Fidesz–KDNP)[10]
- 2019–2024: Szalay Imre (Fidesz–KDNP)[11]
- 2024– : Takács László (független)[1]

## Népesség
A település népességének változása:
| Lakosok száma | 2088 | 2066 | 2046 | 2166 | 2116 | 2186 | 2201 |
|               | 2013 | 2014 | 2015 | 2021 | 2022 | 2023 | 2024 |

A 2011-es népszámlálás során a lakosok 90,5%-a magyarnak, 0,6% cigánynak, 0,5% németnek mondta magát (9,4% nem nyilatkozott; a kettős identitások miatt a végösszeg nagyobb lehet 100%-nál). A vallási megoszlás a következő volt: római katolikus 81,2%, református 0,2%, evangélikus 1,7%, felekezeten kívüli 1,6% (14,6% nem nyilatkozott).
2022-ben a lakosság 93,7%-a vallotta magát magyarnak, 1,4% németnek, 0,3% románnak, 0,2% ukránnak, 0,2% szlováknak, 0,1-0,1% szerbnek, horvátnak, görögnek, cigánynak és bolgárnak, 1,6% egyéb, nem hazai nemzetiségűnek (5,3% nem nyilatkozott; a kettős identitások miatt a végösszeg nagyobb lehet 100%-nál). Vallásuk szerint 58,6% volt római katolikus, 1,9% evangélikus, 1,6% református, 0,6% görög katolikus, 0,1% ortodox, 0,8% egyéb keresztény, 1,5% egyéb katolikus, 4,6% felekezeten kívüli (30,3% nem válaszolt).

## Látnivalók
- Római katolikus templom a Templomtérrel[14] A Szentháromság Római Katolikus-templom az Esterházy-herceg adományából épült 1754-ben. A templom üvegablakai Maráz Sándor címzetes prépost plébánossága idejében Dr. Szabó Zoltán pap, művészettörténész, festőművész tervei alapján a Mohay üvegműhelyben készültek.
- Szent Sebestyén, Flórián, Rozália-szoborcsoport
- Szent Család-szobor
- Kegyeleti Park
- 56-os emlékmű

## Érdekességek
- A település ad otthont a 2014-ben már kilencedik alkalommal megrendezett Hell Vill underground zenei koncertsorozatnak és fesztiválnak.[15] A rendezvény során elsősorban hazai, kisebb számban pedig a szomszédos országokból érkező amatőr punk zenekarok szórakoztatják a közönséget